# Hoppa högst
Hoppa högst är en 30 minuter lång svensk barnfilm, som hade Stockholmspremiär den 24 mars 1989. Filmens manus skrevs av den svenska barnboksförfattarinnan Astrid Lindgren, och är baserat på en novell med samma namn, som ingår i hennes novellsamling Kajsa Kavat.

## Handling
Filmen handlar om två pojkar, Albin och Stig (Stickan), vars mammor skryter om vems barn som är duktigast. Genom pojkarnas hela uppväxt tävlas det om till exempel vems pojke som lär sig gå först eller vem som först lär sig prata. Då pojkarna blir större och når skolåldern börjar de själva tävla. Pojkarna tävlar om vem som vågar hoppa från ett träd, en bro ner i en å, från ett höloft och andra platser. De är under alla sina tävlingar följda av det gäng med pojkar de är med i. Då båda försöker hoppa från ett högt ladugårdstak slår de sig och bryter benen, och det hela slutar på sjukhuset. Då pojkarna under konvalescensen lägger märke till varandra i salen skrattar de tillsammans, då de insett hur dumt det egentligen var att tävla i att hoppa utan att först tänka sig för.

## Om filmen
Johanna Hald, som har regisserat filmen, har också gjort filmerna om Lotta på Bråkmakargatan.
Filmen "Hoppa högst" har repriserats i SVT och TV 1000 flera gånger.

## Skådespelare
- Markus Åström – Albin
- Ramses del Hierro Ericstam – Stig
- Lena T. Hansson – Albins mamma
- Suzanne Reuter – Stigs mamma
- Bertil Norström – doktor
- Lissi Alandh – lärarinna

## Video
Filmen utgavs 1989 på VHS och på DVD 1996 tillsammans med Emil i soppskålen.